# Саваи
Саваи, или „Душа Самое“, је веће од два главна острва у држави Самоа. На острву живи око 50.000 људи, и мање је развијено од другог главног острва Уполу. 
На острву постоји активни вулкан. 